# Carlos Alberto dos Santos
Dom Carlos Alberto dos Santos (Tobias Barreto, 2 de outubro de 1955) é um bispo católico brasileiro da Diocese de Itabuna.

## Biografia
Oriundo de Tobias Barreto, Sergipe, estudou Filosofia e Teologia junto aos Salesianos, e foi ordenado sacerdote em 21 de maio de 1983 e incardinado na Arquidiocese de Aracaju.
Na capital sergipana foi Reitor do Seminário Menor Sagrado Coração de Jesus; Administrador Paroquial, Reitor do Seminário Provincial Nossa Senhora da Conceição; Assistente Espiritual da Renovação Carismática; Coordenador da Pastoral vocacional e dos ministérios; Diretor Espiritual do Seminário Menor, Pároco em várias paróquias, Responsável de formação dos diáconos; representante do clero; membro do Conselho presbiteral, do Colégio dos Consultores e do Conselho arquidiocesano pastoral.
Foi nomeado como bispo da Diocese de Teixeira de Freitas-Caravelas, em junho de 2005, pelo Papa Bento XVI, atualmente Papa Emérito, até abril de 2017.
Tomou posse como 5º Bispo da Diocese de Itabuna aos sete dias do mês de abril do ano da graça de Nosso Senhor Jesus Cristo e Nacional Mariano de dois mil e dezessete (2017), às 17:00 (dezessete) horas, na Catedral de São José nesta cidade de Itabuna, do Estado da Bahia.
Em 30 de outubro de 2024, foi aceita a sua renuncia da Diocese de Itabuna 